# Seneca Falls (villa)
Seneca Falls es una villa ubicada en el condado de Seneca en el estado estadounidense de Nueva York. En el año 2000 tenía una población de 6,861 habitantes y una densidad poblacional de 598.5 personas por km².

## Geografía
Seneca Falls se encuentra ubicada en las coordenadas 42°54′31″N 76°47′53″O / 42.90861, -76.79806.

## Demografía
Según la Oficina del Censo en 2000 los ingresos medios por hogar en la localidad eran de $36,543, y los ingresos medios por familia eran $49,280. Los hombres tenían unos ingresos medios de $35,911 frente a los $24,268 para las mujeres. La renta per cápita para la localidad era de $18,520. Alrededor del 11.3% de la población estaban por debajo del umbral de pobreza.

## Historia
La localidad es famosa por haber albergado la Convención de Seneca Falls los días 19 y 20 de julio de 1848, la primera asamblea de defensa de los derechos de la mujer de los Estados Unidos. Fruto de ella fue la Declaración de Seneca Falls, que recogen los principios declarados y las resoluciones que se adoptaron, recopiladas por Elizabeth Cady Stanton y firmadas por las personas que asistieron.